# 올란자핀
올란자핀(Olanzapine)은(상품명으로 '자이프렉사' 등이 사용된다) 미국 일라이 릴리 앤드 컴퍼니가 1996년에 개발 및 출시하여 조현병, 조울증에 사용되는 비정형적 항정신병제제이므로, 대한민국에서는 물질 및 용도 특허 만료 이후에, 자이레핀(환인제약), 뉴로자핀(명인제약) 등 동일 성분의 제네릭 의약품으로 많이 보급되어 있다.

## 효능 및 효과
도파민 D2 수용체와 세로토닌 5-HT2 수용체에 대한 길항 작용을 통해서 항정신병 작용을 나타내는 조현병 치료제로, 도파민 및 세로토닌 수용체에 대한 높은 친화성을 가지고 있다.

## 적응증
- 조현병
- 양극성 장애